# Среднеполтавский сельсовет
Среднеполта́вский сельсове́т — упразднённое сельское поселение в Константиновском районе Амурской области.
Административный центр — село Средняя Полтавка.

## История
Законом Амурской области от 30 сентября 2005 года № 72-ОЗ муниципальное образование наделено статусом сельского поселения.
Законом Амурской области от 30 мая 2014 года № 369-ОЗ, Верхнеполтавский и Среднеполтавский сельсоветы объединены в Верхнеполтавский сельсовет.

## Население
| 2002 | 2010 | 2011 | 2012 | 2013 | 2014 |
| ---- | ---- | ---- | ---- | ---- | ---- |
| 314  | ↘269 | →269 | ↘259 | ↗263 | ↘253 |

## Состав сельского поселения
| № | Населённый пункт | Тип населённого пункта       | Население |
| - | ---------------- | ---------------------------- | --------- |
| 1 | Средняя Полтавка | село, административный центр | ↘245      |